# راب پالسن
راب پالسن (انگلیسی: Rob Paulsen؛ زاده ۱۱ مارس ۱۹۵۶) یک هنرپیشه اهل ایالات متحده آمریکا است.
از فیلم‌ها یا برنامه‌های تلویزیونی که وی در آن نقش داشته‌است می‌توان به تار شارلوت ۲: حادثه‌ای بزرگ ویبلر، یه فیلم مسخره، ماسک، رئیس مزرعه، یه فیلم خیلی مسخره، جیمی نوترون: پسر نابغه و پینکی و برین اشاره کرد.